# Mahamudo Amurane

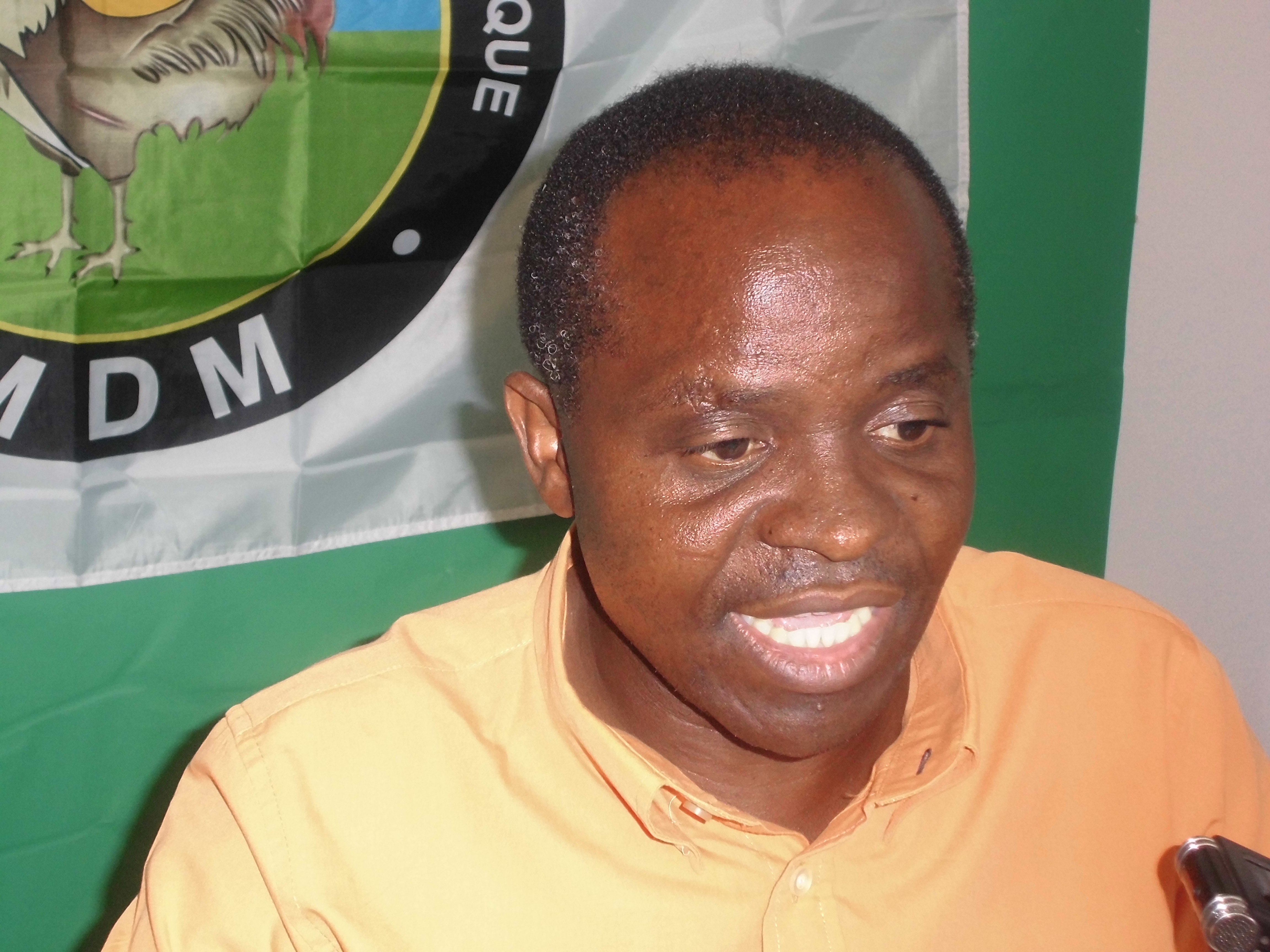
Mahamudo Amurane (2013)

Mahamudo Amurane (* 2. Juni 1973 im Dorf Itoculo, Distrikt Monapo, Provinz Nampula, Portugiesisch-Ostafrika; † 4. Oktober 2017 in Nampula, Mosambik) war ein mosambikanischer Politiker (MDM). Amurane war seit 2014 Bürgermeister einer der größten Städte Mosambiks, Nampula.

## Leben

### Ausbildung
Mahamudo Amurane wurde am 2. Juni 1973 in einfachen Verhältnissen im Dorf Itoculo im Distrikt Monapo der Provinz Nampula in der damaligen portugiesischen Kolonie Mosambik geboren. Da sein Vater bereits früh verstarb, wuchs Amurane vor allem mit seinen Geschwistern auf, die ihn miterzogen. Er besuchte zunächst die Grundschule (EPC) in Marocane, bevor er ins Internat der Katholischen Mission von Iapala wechselte, wo er die 7. Klasse abschloss. Amurane, mittellos, zog nach Nampula, um die Sekundarstufe an der Escola Secundária 1º de Maio abzuschließen.
Durch Zufall fand Amurane eine Ausbildung zum Fluglotsen, die er als Klassenbester abschloss, sodass er einen Nachfolgekurs in der Hauptstadt Maputo belegen konnte. Seine Schwester, Adelaide Amurane, die damals bereits in der mosambikanischen Ministerialbürokratie arbeitete, riet davon ab, da die Ausbildung keine Zukunft in Mosambik versprach. Sie organisierte ihrem Bruder eine Weiterbildung für Kleinunternehmer in den Bereichen Buchhaltung, Verwaltung und Finanzen in Brasilien.

### Berufliche Karriere
Nach dem Aufenthalt in Brasilien kehrte Amurane zurück nach Maputo, um dort bei seiner Schwester im Gabinete de Promoção de Emprego (deutsch etwa: „Abteilung für Arbeitsförderungspolitik“) im Arbeitsministerium zu arbeiten. Nach drei Jahren verbrachte Amurane erneut dank eines Stipendiums einige Zeit in Brasilien, wo er unter anderem bei der Banco Brasileiro und dem Instituto de Previdência de Servidores Públicos in Belo Horizonte tätig war.
Trotz einiger Arbeitsangebote kehrte Amurane erneut zurück nach Mosambik. Nach einiger arbeitsloser Zeit begann er 1997 als Verwaltungsangestellter im pharmazeutischen Unternehmen Medis Famaceutica Limitada zu arbeiten. 2000 wechselte er als Dozent an das Instituto Médio da Administração Pública in Maputo, 2001 dozierte er am Instituto Politécnico Universitário in Quelimane. 2001 fand Amurane ebenfalls eine Anstellung als Beamter in der Gesundheitsverwaltung der Provinz Zambézia. 2004 wechselte er zur Gesundheitsverwaltung nach Cabo Delgado.
Nach einer weiteren Dozentur an der Universidade Mussa Bin Bique, arbeitete er ab 2006 für die spanische Bildungs-NGO Intermón Oxfam, und von Februar 2007 bis Februar 2012 für die Deutsche Gesellschaft für internationale Zusammenarbeit (GIZ) im Projekt „Pro Educação“ in der Provinz Sofala. Von März bis Dezember 2012 war er als Finanzberater für das UN-Kinderhilfswerk Unicef tätig. 2012/13 gründete Amurane seine eigene Apotheke (Farmácia Amurane).

### Wahl zum Bürgermeister von Nampula
Anfang der 2010er Jahre trat Mahamudo Amurane der damals aufstrebenden Oppositionspartei Movimento Democrático de Moçambique (MDM) bei. Nachdem die Partei bereits 2011 bei den Nachwahlen das Bürgermeisteramt der Stadt Quelimane gewinnen konnte, begann die Partei noch stärker auf die Kommunalwahlkämpfe zu setzen. 2012 nominierte der MDM Amurane als Kandidat für das Bürgermeisteramt der Stadt Nampula. Die größte Oppositionspartei, die RENAMO, boykottierte aus politischen Gründen die Kommunalwahlen 2013. Der MDM errang im Durchschnitt der 53 beteiligten Kommunen 30 % der Stimmen.  Die Bürgermeistersitze in Beira und Quelimane wurden bestätigt, nach einer Wiederholung der Wahl, gewann der MDM mit Amurane als Kandidat auch das Rathaus von Nampula. Amurane versprach im Wahlkampf Nampula „lebenswerter“ zu machen, und vor allem Kriminalität und Verschmutzung zu bekämpfen. Er trat das Amt im Februar 2014 an.
In seiner Amtszeit stellte Amurane unter anderem viel Personal bei der lokalen Stadtreinigung an, dennoch beschwerten sich Bewohner Nampulas über die aus ihrer Sicht mangelnde Qualität der städtischen Dienstleistungen. So sei die Feuerwehr von Nampula „nicht funktionsfähig“. Einige NGOs aus dem Good-Governance-Bereich wiederum lobten Amurane für seine Anti-Korruptions-Haltung, mit der er sich zahlreiche Feinde in der Stadt – sowohl in der Politik, wie in der Wirtschaft – gemacht hätte.
Seit Anfang 2017 überschattete Amuranes Amtszeit zunehmend ein Konflikt mit der Mutterpartei. Amurane entließ unter anderem mehrere Stadträte, die zum MDM gehörten. Daviz Simango, nationaler Vorsitzender des MDM, beklagte Ungehorsam seitens Amurane und ein mangelndes Verständnis der politischen Regeln. Amurane wiederum behauptete, dass die Partei verlangt habe, städtische Mittel an die Partei weiterzuleiten und aufgrund seines Ungehorsams ihm nun „Korruption“ anhängen wolle. Er sah sich als „Opfer der eigenen Partei“. Im August 2017 eskalierte der Streit zwischen beiden Seiten, Amurane kündigte an, aus der Partei auszutreten und bei den Kommunalwahlen 2018 als unabhängiger Kandidat anzutreten. Der MDM behauptete, keine Austrittserklärung Amuranes erhalten zu haben, plante jedoch bei einem Parteitag im Dezember 2017, einen anderen Bürgermeisterkandidaten aufzustellen.

### Tod
Mahamudo Amurane wurde am 4. Oktober 2017 – dem Feiertag für den Friedensvertrag zwischen der Regierungspartei FRELIMO und der Oppositionspartei RENAMO („Dia da Paz“) – vor seinem Haus im Stadtteil Namutequeliua seiner Heimatstadt Nampula von einem Mann mit drei Schüssen ermordet. Das Motiv oder die Umstände sind unklar.